# Quan hệ Israel – Thổ Nhĩ Kỳ
Mối quan hệ ngoại giao Thổ Nhĩ Kỳ - Israel được thiết lập tháng 3 năm 1949 khi Thổ Nhĩ Kỳ trở thành quốc gia đa số người Hồi giáo đầu tiên (trước Iran vào năm 1950) để công nhận Quốc gia Israel. Từ đó, Israel trở thành một nước cung cấp vũ khí chính cho Thổ Nhĩ Kỳ. Quân sự, chiến lược, và hợp tác ngoại giao giữa Thổ Nhĩ Kỳ và Israel được chính phủ hai nước ưu tiên cao, vốn chia sẻ mối quan tâm đối với các tình trạng ất ổn khu vực tại vùng Trung Đông. Tuy nhiên, ngoại giao đối thoại giữa hai quốc gia trở nên căng sau cuộc Chiến tranh Israel-Hamas 2008-2009.

## Lịch sử

### Thời kì đầu
Mặc dù đã bỏ phiếu chống lại Kế hoạch phân vùng của Liên Hợp Quốc cho Palestine, Thổ Nhĩ Kỳ đã công nhận Nhà nước Israel năm 1949. Phái đoàn ngoại giao đầu tiên của Thổ Nhĩ Kỳ ở Israel là một "Quân đoàn" và được chính thức khánh thành vào ngày 7 tháng 1 năm 1950 và là Trưởng phái đoàn đầu tiên của Thổ Nhĩ Kỳ, Seyfullah Esin đã trình bày thông tin của mình cho Chaim Weisman, Tổng thống Israel. Tuy nhiên, Quân đoàn Thổ Nhĩ Kỳ đã bị hạ cấp xuống mức "Charge dơAffaires" sau cuộc khủng hoảng kênh đào Suez vào ngày 26 tháng 11 năm 1956.
Năm 1958, thủ tướng Israel David Ben-Gurion và thủ tướng Thổ Nhĩ Kỳ Adnan Menderes đã bí mật gặp nhau để thảo luận về một "hiệp ước ngoại vi" bao gồm các chiến dịch quan hệ công chúng, trao đổi thông tin tình báo và hỗ trợ quân sự. Năm 1967, Thổ Nhĩ Kỳ đã tham gia lên án Israel lên án Israel sau Chiến tranh Sáu ngày và kêu gọi Israel rút khỏi các lãnh thổ bị chiếm đóng nhưng không bỏ phiếu ủng hộ một điều khoản coi Israel là một "quốc gia xâm lược". Trong một cuộc họp của Tổ chức Hội nghị Hồi giáo ở Rabat, Morocco, Thổ Nhĩ Kỳ đã phản đối nghị quyết kêu gọi cắt đứt quan hệ ngoại giao với Israel. Do kết quả của sự phát triển tích cực trong quan hệ song phương, phái đoàn Thổ Nhĩ Kỳ ở Tel-Aviv đã được nâng cấp trở lại cấp độ "Quân đoàn" vào tháng 7 năm 1963 và tiếp tục nâng cấp lên cấp "Đại sứ quán" vào tháng 1 năm 1980.
Sau khi Israel sáp nhập Đông Jerusalem và tuyên bố Jerusalem là thủ đô vĩnh cửu của nó, đại diện đã xuống hạng "Bí thư thứ hai" vào ngày 30 tháng 11 năm 1980.

### Những năm 1990
Bầu không khí tích cực trong tiến trình hòa bình của người Palestine ở Israel vào đầu những năm 1990 đã giúp nâng cao mối quan hệ ngoại giao lẫn nhau một lần nữa lên cấp Đại sứ và một Đại sứ Thổ Nhĩ Kỳ đã trình bày thông tin của mình cho Tổng thống Chaim Herzog, vào ngày 23 tháng 3 năm 1992, tại Tel Aviv.
Israel đã duy trì hai cơ quan ngoại giao ở Thổ Nhĩ Kỳ: đại sứ quán của nó nằm ở thủ đô Ankara và Tổng lãnh sự quán của nó nằm ở thành phố lớn nhất của Thổ Nhĩ Kỳ, Istanbul. Cho đến khi hạ cấp gần đây trong quan hệ, đại sứ Israel tại Thổ Nhĩ Kỳ là Gabby Levy, và tổng lãnh sự Israel là Mordechai Amihai. Các nhiệm vụ này chịu trách nhiệm về các lãnh sự quán của Israel đối với Marmara, Aegean, Đông Thrace và phần phía tây của khu vực Biển Đen của Thổ Nhĩ Kỳ.

### Sau khi Đảng Công lý và Phát triển Thổ Nhĩ Kì lên ngôi
Trong cuộc bầu cử năm 2002 ở Thổ Nhĩ Kỳ, Đảng Công lý và Phát triển, còn được gọi là AKP, đã giành chiến thắng lở đất. Thủ tướng Recep Tayyip Erdoğan đã đến thăm Israel năm 2005 để phục vụ như một trung gian hòa bình Trung Đông và tìm cách xây dựng các mối quan hệ thương mại và quân sự. Erdoğan đã đưa một nhóm lớn các doanh nhân trong chuyến đi hai ngày của mình, bao gồm các cuộc hội đàm với Thủ tướng Ariel Sharon và Tổng thống Moshe Katsav. Erdoğan cũng đặt vòng hoa tại đài tưởng niệm Holocaust, Yad Vashem. Erdoğan nói với Sharon rằng Đảng Công lý và Phát triển của ông coi chủ nghĩa bài Do Thái là "tội ác chống lại loài người". Ông nói thêm rằng tham vọng hạt nhân của Iran là mối đe dọa không chỉ đối với Israel mà còn đối với "toàn bộ thế giới." Đầu năm 2006, Bộ Ngoại giao Israel đã mô tả mối quan hệ của đất nước với Thổ Nhĩ Kỳ là "hoàn hảo". Một khu công nghiệp chung giữa Israel và Palestine đang được phát triển dưới sự lãnh đạo của Thổ Nhĩ Kỳ. Tổng thống Israel Shimon Peres và Tổng thống Palestine Mahmoud Abbas đã phát biểu trước Quốc hội Thổ Nhĩ Kỳ cách nhau một ngày. Peres mô tả Thổ Nhĩ Kỳ là một "người chơi quan trọng ở Trung Đông liên quan đến Hoa Kỳ, Syria và Palestine, cũng như chúng tôi." Theo một báo cáo trên Jerusalem Post, phát ngôn viên của Bộ Ngoại giao Syria cho biết Thổ Nhĩ Kỳ đã phục vụ như một "kênh liên lạc" giữa Syria và Israel. Trong chuyến thăm ba ngày tới Ankara vào tháng 11 năm 2007, Tổng thống Israel Shimon Peres đã gặp Tổng thống Thổ Nhĩ Kỳ Abdullah Gül và phát biểu trước Đại hội đồng quốc gia Thổ Nhĩ Kỳ. Gül hứa sẽ giúp giải thoát ba binh sĩ Israel bị bắt cóc: Gilad Shalit, Ehud Goldwasser và Eldad Regev.

### Quan hệ xấu đi
Sự lên án của chính phủ Thổ Nhĩ Kỳ đối với cuộc xung đột năm 2008 - 2009 Israel Gaza đã làm căng thẳng mối quan hệ giữa hai nước. Vào tháng 12 năm 1987, Thổ Nhĩ Kỳ đã tuyên bố ủng hộ quyền tự quyết của người Palestine. Năm 2004, Thổ Nhĩ Kỳ đã tố cáo Israel ám sát Sheikh Ahmed Yassin. Nó mô tả chính sách của Israel ở Dải Gaza là "khủng bố được nhà nước bảo trợ". Có những cuộc biểu tình trên khắp Thổ Nhĩ Kỳ chống lại các hành động của Israel ở Gaza.
Vào ngày 5 tháng 3 năm 2009, tờ nhật báo Israel Haaretz đưa tin rằng "các cuộc đàm phán hòa giải bí mật ở cấp cao nhất" đã được tổ chức để đưa quan hệ giữa Israel và Thổ Nhĩ Kỳ trở lại đúng hướng. Báo cáo này đã được trích dẫn trên báo chí Thổ Nhĩ Kỳ.
Vào ngày 11 tháng 10 năm 2009, một cuộc tập trận trên không quân sự bao gồm Thổ Nhĩ Kỳ, Israel, Hoa Kỳ và Ý. Tuy nhiên, Thổ Nhĩ Kỳ cấm Israel tham gia cuộc tập trận quân sự Anatilian Eagle. Vào tháng 10 năm 2009, sau khi Thổ Nhĩ Kỳ cấm Israel tham gia cuộc tập trận quân sự Anatilian Eagle, Thủ tướng Israel Benjamin Netanyahu đã phản đối Thổ Nhĩ Kỳ làm trung gian hòa giải, tuyên bố "Thổ Nhĩ Kỳ không thể là [một nhà môi giới trung thực", giữa Syria và Israel.
Thủ tướng Thổ Nhĩ Kỳ Recep Tayyip Erdoğan chỉ trích chính sách của Israel và rời khỏi Diễn đàn kinh tế thế giới ở Davos, Thụy Sĩ. Erdoğan chỉ trích gay gắt hành vi của Israel tại Gaza tại hội nghị Diễn đàn kinh tế thế giới ở Davos, Thụy Sĩ vào tháng 1 năm 2009. Sau khi khán giả lắp ráp vỗ tay khen ngợi Peres, Erdoğan nói: "Tôi thấy rất buồn khi mọi người hoan nghênh những gì bạn nói. Bạn đã giết người. Và tôi nghĩ rằng điều đó rất sai." Người điều hành, chuyên mục của Washington Post, David Ignatius, yêu cầu Erdoğan kết thúc, nói rằng mọi người cần phải đi ăn tối. Erdoğan phàn nàn về thực tế, rằng anh ta được dành 12 phút để nói chuyện, trong khi Peres nói chuyện trong thời gian 25 phút. Erdoğan sau đó đã rời khỏi sân khấu.
Vào tháng 10 năm 2009, Ayrılık, một sê-ri thời gian đầu trên kênh truyền hình nhà nước Thổ Nhĩ Kỳ TRT 1 có cảnh hư cấu về lính Israel bắn chết trẻ em Palestine và ngược đãi người Ả Rập già. Bộ trưởng Ngoại giao Israel Avigdor Lieberman chỉ trích chương trình này và khiển trách Đại sứ Thổ Nhĩ Kỳ trước các phương tiện truyền thông lắp ráp. Lieberman sau đó đã xin lỗi sau khi Thổ Nhĩ Kỳ đe dọa rút đại sứ.
Sau khi lãnh đạo Hamas Khaled Mashal đến thăm chính thức Thổ Nhĩ Kỳ, các mối quan hệ bắt đầu nguội lạnh. Vào tháng 1 năm 2010, Israel đã phản đối khi một tập phim ("Phục kích") của Thung lũng opera xà phòng Thổ Nhĩ Kỳ mô tả tình báo Israel làm gián điệp bên trong Thổ Nhĩ Kỳ và bắt cóc các em bé Thổ Nhĩ Kỳ. Loạt phim mô tả một cuộc tấn công giả tưởng của Mossad vào đại sứ quán Thổ Nhĩ Kỳ ở Tel Aviv, trong đó đại sứ và gia đình ông bị bắt làm con tin. Vào ngày 11 tháng 1 năm 2010, Thứ trưởng Ngoại giao Israel Daniel Ayalon đã gặp Đại sứ Thổ Nhĩ Kỳ Ahmet Oğuz elikkol, người đang ngồi trên một chiếc ghế thấp hơn Ayalon. Ayalon bị cáo buộc đã quay sang trợ lý của mình và châm biếm: "Điều chính là bạn thấy rằng anh ta ngồi thấp và chúng tôi cao ... rằng có một lá cờ trên bàn (cờ Israel) và chúng tôi không cười. "
Moshe Ya'alon, Bộ trưởng Bộ Chiến lược của Israel, cáo buộc Thổ Nhĩ Kỳ hợp tác với Hamas và Iran. Theo Shin Bet, Hamas đã thành lập một bộ chỉ huy ở Thổ Nhĩ Kỳ và đã sử dụng nó để tuyển mộ các hợp tác xã và giám sát các hoạt động ở Trung Đông. David Ignatius đã báo cáo rằng vào năm 2012, Thổ Nhĩ Kỳ đã tiết lộ tên của các đặc vụ Mossad cho Iran.

## Quan hệ kinh tế
Năm 1996, Thổ Nhĩ Kỳ và Israel đã ký một hiệp định thương mại tự do. Năm 1997, một hiệp ước phòng chống đánh thuế hai lần có hiệu lực. Một hiệp ước đầu tư song phương đã được ký kết vào năm 1998. Thương mại giữa Israel và Thổ Nhĩ Kỳ đã tăng 26% lên 2 tỷ USD trong nửa đầu năm 2011 từ 1,59 tỷ USD trong nửa đầu năm 2010. Theo Phòng Thương mại Israel, xuất khẩu của Israel sang Thổ Nhĩ Kỳ tăng 39% lên 950 triệu USD và nhập khẩu từ Thổ Nhĩ Kỳ tăng 16% % đến 1,05 tỷ đô la. Thổ Nhĩ Kỳ là điểm đến xuất khẩu lớn thứ sáu của Israel. Hóa chất và chưng cất dầu là hàng xuất khẩu chính. Thổ Nhĩ Kỳ mua thiết bị quốc phòng công nghệ cao từ Israel, trong khi Thổ Nhĩ Kỳ cung cấp cho Israel giày ủng và quân phục. Nhập khẩu các sản phẩm rau Thổ Nhĩ Kỳ của Israel vẫn ổn định kể từ năm 2007, và nhập khẩu thực phẩm chế biến, đồ uống và thuốc lá đã tăng gấp đôi từ năm 2007 đến năm 2011

## Quan hệ quân sự
Năm 2007, Israel và Thổ Nhĩ Kỳ đã thảo luận về việc bán các vệ tinh Ofeq của Israel và các hệ thống phòng không tên lửa Arrow cho Thổ Nhĩ Kỳ để nâng cấp khả năng của quân đội và tình báo Thổ Nhĩ Kỳ. Các công ty quốc phòng của Israel đã giúp hiện đại hóa phi đội F-4 Phantom của không quân Thổ Nhĩ Kỳ. Các thỏa thuận đã bao gồm hợp tác trên không, trên biển, trên bộ và tình báo, sản xuất máy bay, vũ khí và tên lửa, các chuyến thăm quân sự, huấn luyện và tập trận, điều động các quan sát viên để giám sát các cuộc tập trận quân sự, trao đổi nhân viên và bí quyết quân sự.
Thỏa thuận cung cấp trao đổi phi công tám lần một năm; cho phép các phi công Israel thực hành "bay tầm xa trên vùng đất đồi núi" trong trường bắn Konya của Thổ Nhĩ Kỳ; và cho phép phi công Thổ Nhĩ Kỳ huấn luyện tại trường bắn máy tính của Israel tại sân bay Nevatim. Hai hải quân đã thực hiện các cuộc diễn tập trong Chiến dịch Reliant Mermaid (Hoa Kỳ cũng tham gia) vào tháng 1 năm 1998.
Vào tháng 9 năm 2011, các thỏa thuận quân sự giữa Thổ Nhĩ Kỳ và Israel đã bị đình chỉ. Thổ Nhĩ Kỳ đã đóng băng 16 hợp đồng quốc phòng trị giá hàng tỷ đô la kể từ tháng 3 năm 2010. Thổ Nhĩ Kỳ đã đình chỉ một hợp đồng trị giá 5 tỷ đô la cho 1.000 xe tăng Merkava Mk 3. Thổ Nhĩ Kỳ cũng bỏ hệ thống tên lửa chống đạn đạo Arrow-2 của Israel Aerospace Industries trị giá 2 tỷ USD từ đấu thầu, chỉ có các công ty của Mỹ, châu Âu và Trung Quốc được phép đấu thầu.

## Quan hệ văn hóa
Hiệp hội Arkadaş được thành lập năm 2003 để bảo tồn di sản của người Do Thái Thổ Nhĩ Kỳ, thúc đẩy nghiên cứu về Ladino và tăng cường mối quan hệ giữa Israel và Thổ Nhĩ Kỳ. Tổ chức này có hơn 4.000 thành viên kể từ khi thành lập, khoảng 40 tình nguyện viên để điều hành các hoạt động rộng lớn và mười hai chi nhánh trong cả nước. Eyal Peretz, chủ tịch hiệp hội, nói với Jerusalem Post rằng các chuyến đi di sản của người Do Thái tới Thổ Nhĩ Kỳ đã dừng lại vì những lo ngại về an ninh và nhu cầu ngày càng giảm. Peretz tuyên bố: "Tôi đã dành phần lớn cuộc đời của mình khi trưởng thành để vun đắp mối quan hệ giữa hai người và tôi đã thấy mối quan hệ nồng ấm đã bị xóa bỏ trong một cú trượt ngã. Thật đau đớn, rất bực bội."

## Du lịch
Thổ Nhĩ Kỳ là một điểm đến du lịch quan trọng đối với người Israel. Istanbul có chuyến bay 90 phút từ Tel Aviv. Không có thị thực được yêu cầu cho người Israel đến thăm Thổ Nhĩ Kỳ, trong khi công dân Thổ Nhĩ Kỳ có hộ chiếu thông thường cần thị thực trước khi đi du lịch Israel. Trong năm 2008, trước Chiến tranh Gaza 2008-09, 560.000 người Israel đã đi nghỉ ở Thổ Nhĩ Kỳ, theo các quan chức du lịch Israel. Vào tháng 10 năm 2010, Bộ trưởng Du lịch Israel Stas Misezhnikov đã khuyến khích người Israel tẩy chay Thổ Nhĩ Kỳ như một điểm nghỉ mát để đáp lại lập trường của Thổ Nhĩ Kỳ trên Gaza. Số lượng khách du lịch Israel ở Thổ Nhĩ Kỳ giảm xuống 300.000 trong năm 2009 và 110.000 trong năm 2010; nó đã giảm thêm xuống còn khoảng 62.000 trong khoảng từ tháng 1 đến tháng 8 năm 2011. Theo Bộ Văn hóa và Du lịch Thổ Nhĩ Kỳ, tỷ lệ của Israel trong tổng du lịch của Thổ Nhĩ Kỳ đã giảm từ 3% xuống 0,05%. Số lượng khách du lịch Ả Rập ở Thổ Nhĩ Kỳ, ngược lại, tăng lên khoảng 1,4 triệu khách trong phần đầu năm 2011, tăng vọt từ khoảng 912.000 trong cả năm 2009. Thủ tướng Thổ Nhĩ Kỳ Recep Tayyip Erdoğan tuyên bố vào tháng 6 năm 2012: "Chúng tôi không cần khách du lịch Israel. Chúng tôi đã lấp đầy thành công địa điểm của họ".
Tuy nhiên, du lịch đến Antalya đã tăng hơn 20% từ tháng 9 năm 2010 đến tháng 9 năm 2011 và số lượng du khách Israel đến Istanbul đã tăng 13%, vẫn thấp hơn so với các đỉnh trước đó. Hãng hàng không Thổ Nhĩ Kỳ đã giảm số lượng chuyến bay hàng tuần đến Israel khoảng một nửa trong năm 2010. Năm 2011, các hãng hàng không điều lệ của Thổ Nhĩ Kỳ đã bắt đầu cắt giảm các chuyến bay hàng tuần trên các tuyến đến và đi từ Israel trong bối cảnh khủng hoảng trong quan hệ giữa hai quận và sự suy giảm trong các ngày lễ Thổ Nhĩ Kỳ của Israel. Nó cũng nổi lên rằng El Al Israel Airlines có kế hoạch dự phòng sẽ giải quyết khả năng Thổ Nhĩ Kỳ sẽ cấm tàu sân bay Israel vượt qua lãnh thổ Thổ Nhĩ Kỳ. Tuy nhiên, Cơ quan Hàng không Israel đã thông báo rằng vào năm 2013 và 2014, Hãng hàng không Thổ Nhĩ Kỳ đã bay nhiều hành khách đến và đi từ Israel hơn bất kỳ hãng hàng không nước ngoài nào khác.

## Hỗ trợ trong thiên tai
Sau trận động đất ở Izmit năm 1999, Israel đã hỗ trợ các nỗ lực tìm kiếm và cứu hộ và thành lập các bệnh viện tạm thời. Nhóm Israel bao gồm hàng trăm nhân viên từ nhóm SAR IDF, nhân viên y tế, bác sĩ phẫu thuật và nhân viên hành chính. Nhóm nghiên cứu là một trong những đội quốc tế lớn nhất hỗ trợ trong thảm họa (đã cướp đi hơn 17.000 sinh mạng) và vẫn hoạt động trong nhiều tuần. Một trong những hình ảnh mang tính biểu tượng của thảm họa là một "chú chó cứu hộ của Israel với một ngôi sao David màu đỏ đánh hơi qua các mảnh vỡ ở thành phố cảng bị tàn phá của Gô-loa".
Trong vụ cháy rừng núi Carmel năm 2010, Thổ Nhĩ Kỳ là một trong những quốc gia đầu tiên gửi viện trợ cho Israel. Thổ Nhĩ Kỳ đã gửi hai máy bay chữa cháy, bắt đầu dập tắt đám cháy vào đầu giờ ngày 3 tháng 12.
Sau trận động đất Van năm 2011, Israel đề nghị cung cấp nhà ở và lều đúc sẵn để đáp ứng yêu cầu viện trợ nước ngoài của Thổ Nhĩ Kỳ. Israel vận chuyển nhà di động đến khu vực bị tàn phá.

## Đại sứ quán , lãnh sự quán
- Tại Thổ Nhĩ Kì :
- Ankara ( Đại sứ quán )
- Istanbul ( Lãnh sứ quán )

- Tại Isarel :
- Tel Aviv ( Đại sứ quán )
- Jerusalem ( Lãnh sự quán )